# علم المناعة
المناعيات (باللاتينية: Immunologia) مقدرة الجسم على مقاومة مواد معينة ضارة مثل البكتيريا والفيروسات التي تسبب الأمراض. يدافع الجسم عن نفسه ضد الأمراض والكائنات الضارة عن طريق جهاز معقد التركيب، يتكون من مجموعة من الخلايا والجزيئات والأنسجة، يسمى جهاز المناعة، حيث يوفر هذا الجهاز الحماية ضد مجموعة متنوعة من المواد الضارة التي تغزو الجسم.
ومن السمات الأساسية لجهاز المناعة مقدرته على تدمير الكائنات الدخيلة دون أن يؤثر على بقية خلايا الجسم السليمة. ولكن جهاز المناعة يهاجم هذه الخلايا أحياناً، ويدمرها، وتسمى هذه الاستجابة الاستجابة المناعية الذاتية أو المناعة الذاتية.
ولا يستطيع جهاز المناعة حماية الجسم من كل الأمراض اعتماداً على نفسه فقط، ولكنه يحتاج أحياناً مساعدة ما. ويعطي الأطباء المرضى لقاحات للوقاية من بعض الإصابات الحادة المهددة للحياة، حيث تعزز اللقاحات والأمصال قدرة الجسم على الدفاع عن نفسه ضد أنواع معينة من الفيروسات أو البكتيريا. وتسمى عملية إعطاء اللقاحات والأمصال بغرض الوقاية التمنيع أو التحصين.
وتسمى الدراسة العلمية لجهاز المناعة علم المناعة، ويعود تاريخ علم المناعة إلى أواخر القرن التاسع عشر. فحتى ذلك التاريخ كانت معلومات العلماء عن كيفية عمل جهاز المناعة قليلة. أما اليوم فقد حدث تقدم كبير في المعلومات المتوفرة لدى علماء المناعة، أي الأطباء والعلماء الذين يدرسون جهاز المناعة، عن كيفية عمل هذا الجهاز.

## مصطلحات علم المناعة
| الاستجابة المناعية         | تشمل كل الخطوات التي يتخذها جهاز المناعة للتخلص من الاجسام الغريبة.                                          |
| الاستجابة المناعية الذاتية | تحدث عندما يهاجم جهاز المناعة أنسجة الجسم السليمة نفسها.                                                     |
| البلعمة                    | هي العملية التي يبتلع بها البلعم أو أي خلية أخرى المادة الغريبة ويهضمها، مفتتًا المادة الغريبة إلى قطع صغيرة. |
| الجسم المضاد               | بروتين يهاجم الكائنات الغريبة التي تغزو الجسم.                                                               |
| علم المناعة                | هو الدراسة العلمية لجهاز المناعة.                                                                            |
| الخلايا اللمفاوية          | نوع من خلايا الدم البيضاء. وهناك نوعان من اللمفاويات: اللمفاويات التائية واللمفاويات البائية.                |
| المستضد                    | أو مولد المضاد هو فيروس ـ أو مادة غريبة ـ داخل الجسم يستحث الاستجابة المناعية.                               |
| العامل الممرض (الممرض)     | كائن حي يسبب المرض، مثل البكتيريا أو الفيروسات.                                                              |
| المناعة                    | المناعة هي قدرة الجسم على مقاومة بعض الأمراض والسموم.                                                        |

## أجزاء جهاز المناعة
يتألف جهاز المناعة من أجزاء عديدة تعمل معاً للدفاع عن الجسم ضد الأمراض التي تنتج عن غزو الممرضات أو السموم للجسم البشري. والممرضات هي الكائنات المسببة للمرض مثل البكتيريا والفيروسات. ويستجيب جهاز المناعة ضد المواد الغريبة عبر سلسلة من الخطوات تسمى الاستجابة المناعية immuno response
. وتسمى المواد التي تحفز الاستجابة المناعية المستضدات. وتدخل أنواع عديدة من الخلايا في الاستجابة المناعية ضد المضادات، منها اللمفاويات والخلايا المهيئة للمستضدات.

### اللمفاويات lymphocite
أنواع خاصة من خلايا الدم البيضاء. ومثل بقية خلايا الدم البيضاء تنتج اللمفاويات في نقي العظم، أي النسيج المكوِّن للدم في مراكز العديد من العظام. وتنضج بعض اللمفاويات في نقي العظم، وتصبح لمفاويات بائية، تسمى أيضاً الخلايا البائية B cell. وتتطور بعض هذه الخلايا إلى خلايا بلازمية plasma cell وظيفتها إنتاج الأجسام المضادة، وهي بروتينات تهاجم المستضدات، وتنقل عبر الدم والدموع وإفرازات الأنف والأمعاء.
ولا تنضج لمفاويات أخرى في نقي العظم، وعوضًا عن ذلك، تنتقل عبر مجرى الدم إلى التوتة (الغدة العاصرة)، وهي عضو في أعلى الصدر. وفي التوتة تنمو اللمفاويات غير الناضجة إلى لمفاويات تائية، تسمى أيضا الخلايا التائية T cell.
وتخزن أعداد كبيرة من اللمفاويات في أنسجة تسمى الأعضاء اللمفاوية الأولية والأعضاء اللمفاوية الثانوية. والأعضاء اللمفاوية الأولية هي نقي العظم والتوتة، أي الأماكن التي تنمو فيها اللمفاويات. وتشمل الأعضاء اللمفاوية الثانوية العقد اللمفاوية واللوزتين والطحال. والعقد اللمفاوية أعضاء صغيرة الحجم، حبيبية الشكل، تتركز في مناطق معينة مثل العنق والإبطين، وترشح الجسيمات الضارة والبكتيريا من أوعية تسمى الجهاز اللمفاوي. وفي أثناء مكافحة الجسم للإصابات تنتفخ العقد اللمفاوية وتصبح مؤلمة.

### الخلايا المهيئة للمستضدات
تحيط هذه الخلايا بالمواد الغريبة وتهضمها في عملية تسمى البلعمة. ففي هذه العملية تبتلع الخلايا المهيئة للمستضدات المواد الغريبة وتفتتها إلى قطع صغيرة، ثم تهيئ هذه الشظايا المحتوية على قطع المستضدات إلى الخلايا التائية المجاورة، وذلك بتحريك هذه الشظايا إلى سطوحها العلوية لتكون في متناول الخلايا التائية. وفي بعض الحالات يؤدي ذلك إلى حفز الاستجابة المناعية.
وأهم الخلايا المهيئة المضادات هي اللمفاويات البائية والخلايا التغصنية والبلاعم. وتتركز الخلايا التغصنية في الأنسجة اللمفاوية، ولكنها توجد أيضًا في كل أنحاء الجسم، وتحتوي على بروزات طويلة ذراعية الشكل. أما البلاعم فتوجد في كل أنحاء الجسم.

### خلايا الدم البيضاء الأخرى
من خلايا الدم البيضاء الأخرى ذات الأهمية في مجال مكافحة الإصابات، الحَمِضات والوحيدات والعَدِلات. وهذه الخلايا ـ مثل الخلايا المهيئة المضادات ـ من البلاعم، أي بإمكانها بلعمة (‍ابتلاع وهضم) الممرضات. والعدلات مهمة في قتل الطفيليات، وترتبط بردود أفعال الحساسية.

## الاستجابة المناعية
هناك شكلان للإستجابة المناعية 1- الاستجابة المناعية الخلطية 2- الاستجابة المناعية ذات الوسيط الخلوي. ويختلف الشكلان في أجزاء جهاز المناعة الداخلة في الاستجابة المناعية. وتحفز العديد من المستضدات كلا شكلي الاستجابة المناعية.

### الاستجابة المناعية الخلطية
يسمى هذا النوع من الاستجابة أحيانًا الاستجابة المناعية بالأجسام المضادة، وذلك لإستخدام الأجسام المضادة في الاستجابة المناعية. وتشير صفة الخلطية إلى السوائل الجسمية التي تحمل الأجسام المضادة. والأجسام المضادة جزيئات بروتينية تنتجها اللمفاويات البائية وخلايا البلازما، وتسمى أحيانًا الجلوبيلينات المناعية. وهي تقي الجسم من العدوى والذيفانات (السموم) التي تفرزها بعض أنواع البكتيريا.
وأول خطوة في الاستجابة الخلطية هي تعرف لمفاوية بائية علي مستضد معين. فكل لمفاوية بائية عالية التخصص ـ أي تستجيب لمستضد معين واحد فقط. وعندما تتعرف اللمفاوية البائية على المستضد الخاص بها تلصق نفسها به، ثم تنقسم إلى عدد من الخلايا المتشابهة، التي تنمو إلى خلايا بلازمية أو إلى لمفاويات بائية ذاكرية. وتنتج الخلايا البلازمية كمية كبيرة من الأجسام المضادة التي تدور عبر الأوعية اللمفاوية ومجرى الدم لتحارب العدوى. وتمكن اللمفاويات البائية الذاكرية الجهاز المناعي من الاستجابة بسرعة في حالة إصابة الجسم بنفس المستضد لاحقًا. وتخزن هذه اللمفاويات في الأعضاء اللمفاوية لحين الحاجة.
وتحارب الأجسام المضادة العدوى بطرق متعددة. فبعض الأجسام المضادة، على سبيل المثال، تغلف المستضدات لتتمكن البلاعم والعدلات من بلعمتها بسهولة. وتعادل الأجسام المضادة أيضًا الذيفانات التي تفرزها البكتيريا.
وتدافع بعض أنواع الأجسام المضادة عن الجسم ضد العدوى بتنشيط مجموعة من البروتينات تسمى المتممة، توجد في الجزء الصافي من الدم، الذي يسمى المصل. وعند تنشيط المتممة تصبح قادرة على المساعدة في ردود الأفعال التي تقتل البكتيريا أو الفيروسات أو الخلايا. فعلى سبيل المثال، تساعد المتممة في عملية البلعمة. ويمكن بلعمة البكتيريا بفعالية أكبر عندما تغلف بالجسم المضاد والمتممة معًا بدلاً من أن تغلف بالجسم المضاد فقط أو المتممة فقط. وفي إمكان بروتينات المتممة أيضًا جذب خلايا الدم البيضاء المكافحة للأمراض إلى منطقة العدوى. والأجسام المضادة، مثل اللمفاويات البائية، عالية التخصص، أي يعمل كل منها بكفاءة ضد مستضد معين.
وتتفاوت تأثيرات المستضدات على الجسم. ففي بعض الحالات ينتج الجسم أجسامًا مضادة كافية لمنع ظهور الأعراض عند دخول المستضدات الغريبة إلى الجسم. وفي حالات أخرى لا ينتج الجسم الأجسام المضادة الكافية لمنع ظهور الأعراض، ولكن الأجسام المضادة تساعد في شفاء المريض.
ويختلف جهاز المناعة من شخص إلى آخر اعتمادًا، إلى حد كبير، على الوراثة. ونتيجة لذلك تختلف استجابة كل فرد ضد المستضدات. فعلى سبيل المثال، لا يتأثر جهاز المناعة لدى معظم الناس بحبوب اللقاح، ولكن المصابين بنوع من الحساسية يسمى حمى القش يتأثرون بها، حيث تحفز هذه الحبوب ـ بوصفها مستضدات ـ الاستجابة المناعية.

### الاستجابة المناعية ذات الوسيط الخلوي
يحدث هذا النوع من الاستجابة بفعل اللمفاويات التائية ومنتجاتها الكيميائية. واللمفاويات التائية عالية التخصص، ولا تستجيب إلا لمستضدات معينة. ويساعد نوعان متخصصان من البروتينات هما بروتينات تركيبة التوافق النسيجي الرئيسية، المعروفة بإسمها المختصر بروتينات م هـ ك، وبروتينات مستقبلات الخلايا التائية في تحديد استجابة اللمفاوية التائية ضد مستضد معين. وتوجد بروتينات م هـ ك على السطوح الخارجية لمعظم الخلايا، بينما توجد بروتينات مستقبلات الخلايا التائية على سطوح اللمفاويات التائية.
تبدأ الخطوة الأولى في الاستجابة ذات الوسيط الخلوي بعمل البلاعم وغيرها من الخلايا المهيئة للمستضدات. فبعد دخول مستضد ما إلى الجسم تبتلع الخلايا المهيئة للمستضدات المستضد وتهضمه إلى قطع تسمى الببتيدات المستضدية. وترتبط بروتينات م هـ ك بالببتيدات لتكوين تركيبات م هـ ك الببتيدية، التي تسمى أيضًا تركيبات م هـ ك المستضدية، حيث يحدث هذا الإرتباط بين بروتينات م هـ ك معينة وببتيدات متخصصة. وبعد ذلك تعرَّض تركيبات م هـ ك الببتيدية على سطوح الخلايا المهيئة للمستضدات.
وعند تعريض تركيبات م هـ ك الببتيدية تختبر مستقبلات الخلايا التائية على اللمفاويات التائية المجاورة هذه التركيبات لتحديد إمكانية ارتباط اللمفاويات التائية بها، حيث تتطابق تركيبات م هـ ك ببتيدية معينة مع مستقبلات خلايا تائية معينة، تمامًا مثلما تتطابق المفاتيح مع الأقفال. وبحدوث التطابق بين تركيبات م هـ ك الببتيدية ومستقبلات الخلايا التائية تُرسل أول إشارة لتنشيط اللمفاويات التائية.
ويتطلب تنشيط اللمفاويات التائية أيضًا إشارة ثانية من الجزيئات الإضافية الموجودة على سطوح الخلايا المهيئة للمستضدات والخلايا التائية. وتتهيأ هذه الجزيئات للعمل عندما تختبر مستقبلات الخلايا التائية تركيبات م هـ ك الببتيدية. ولا تنشَّط سوى اللمفاويات التي تستقبل إشارتين خاصتين ـ إشارة من مستقبلات خلاياها التائية وأخرى من جزيئاتها الإضافية. وبمجرد تنشيطها تبدأ اللمفاويات التائية في التكاثر، ثم تُطلق من الأعضاء اللمفاوية إلى مجرى الدم والأوعية اللمفاوية لمكافحة العدوى.
ويتوقف نوع الخلية التائية المشاركة في الاستجابة ذات الوسيط الخلوي على نوع المستضد. ففي الخلايا المصابة بالفيروسات تنشط المستضدات عادة اللمفاويات التائية السامة للخلايا، التي تقتل الخلية المصابة. وتنشط مستضدات أخرى اللمفاويات التائية المساعدة لإفراز مواد كيميائية تسمى اللمفوكينات، تنتمي إلى مجموعة من المواد الكيميائية تسمى السيتوكينات. ويحفز نوع من اللمفوكينات إنتاج ونمو اللمفاويات التائية السامة للخلايا، لقتل الخلية المصابة، بينما تسبب أنواع أخرى تجمع البلاعم في منطقة الإصابة، وتساعدها على تدمير الكائنات الدخيلة.
ومن مجموعات اللمفاويات التي تدافع عن الجسم ضد الفيروسات والأورام الخلايا القاتلة طبيعيًا. وهذه الخلايا تختلف عن اللمفاويات الأخرى في عدة أوجه. فهي على سبيل المثال لا تحتاج مساعدة مستقبلات الخلايا التائية، كما أن عملها لا يتطلب تنشيط تركيبات م هـ ك الببتيدية. وعوضًا عن ذلك تقتل الخلايا القاتلة طبيعيًا الخلايا المحتوية على المواد الغريبة.
وبعد أن يتم جهاز المناعة معالجة العدوى تفرز الخلايا التائية لمفوكينات تكبت الاستجابة المناعية أو تعطلها، وبذلك يتوقف إنتاج اللمفاويات التائية المناسبة، وينتج عن ذلك موت الكثير من الخلايا التائية المنشطة. ولكن بعضها تخزن في الأعضاء اللمفاوية، حيث تبقى هناك مهيأة لمكافحة أي عدوى مماثلة عند الحاجة.
وتؤدي الاستجابة المناعية ذات الوسيط الخلوي دورًا مهمًا في نجاح أو فشل زراعة الأعضاء. فمانحو الأعضاء ومتلقوها مختلفون وراثيًا، وذلك بإستثناء التوائم المتطابقة التي تحمل نفس التركيب الوراثي. ونتيجة لذلك يعامل جهاز المناعة في جسم المتلقي العضو المزروع معاملة العضو الغريب، مما يؤدي إلى استثارة الاستجابة المناعية ذات الوسيط الخلوي، وبالتالي تدمير العضو المزروع أو رفضه. ولتقليل إحتمال رفض العضو يحاول الأطباء إجراء عمليات زراعة الأعضاء بين المانحين والمتلقين المتشابهين في تركيبهم الوراثي، ويستخدمون أدوية تسمى الأدوية الكابتة للمناعة، التي تمنع الاستجابة المناعية من الحدوث أو تحد نشاطها.

## كيف ينمي الجسم المناعة
هناك نوعان من المناعة: 1- المناعة الفاعلة 2- المناعة المنفعلة.

### المناعة الفاعلة
يكتسب الجسم هذا النوع من المناعة عند دخول مستضد معين عن طريق العدوى أو التلقيح، حيث تصبح الخلايا البائية الذاكرية والخلايا التائية قادرة على الاستجابة ضد أي هجوم لاحق من نفس المستضد بسرعة أكبر من سرعة استجابتها الأولى. وتكون الاستجابة المناعية اللاحقة أقوى من الاستجابة الأولى، وتدوم لفترة أطول.
وتدوم المناعة ضد بعض الأمراض لفترة أطول من الفترة التي تستغرقها المناعة ضد أمراض أخرى. فإصابة الشخص بفيروس الحمى الصفراء، على سبيل المثال، يقي الشخص من أي إصابة لاحقة بالفيروس بصفة دائمة. وينتج هذا المرض عن الإصابة بنوع واحد من الفيروسات، بينما ينتج الزكام مثلاً عن الإصابة بأنواع متعددة من الفيروسات. ولأن الجسم معرض بإستمرار لأنواع مختلفة من فيروسات الزكام فإن المناعة ضد هذا المرض ليست دائمة، حيث لاتوفر الإصابة بنوع واحد من هذه الفيروسات الحماية ضد الأنواع الأخرى.
ولدى العديد من الناس مناعة فاعلة ضد مرض معين، دون أن يدروا ذلك، حيث اكتسبوا المناعة بسبب إصابتهم يومًا ما بشكل خفيف من المرض لم يحدث لديهم الإحساس بالمرض، ولكن الجسم أنتج الأجسام المضادة المطلوبة لمكافحته.
وينتج التلقيح، الذي يسمى أحيانًا التمنيع النشط، مناعة فاعلة ضد المرض المقصود. ويحتوي اللقاح على بكتيريا أو فيروسات مقتولة أو مضعفة، تنتج أعراضًا خفيفة للمرض، أو لا تنتج أعراضًا على الإطلاق، لإحتوائها على مستضدات تؤدي إلى حدوث استجابة مناعية تجعل جهاز المناعة قادرًا على اكتساب رد فعل سريع ضد أي إصابة لاحقة بنفس الكائن الحي. وفي بعض الحالات يحتاج الشخص جرعة معززة من اللقاح بعد فترة للمحافظة على الوقاية ضد المرض.

### المناعة المنفعلة
يكتسب هذا النوع من المناعة، بصفة عامة، بتلقي حقنة واحدة أو أكثر من مصل يحتوي على أجسام مضادة للدفاع عن الجسم ضد مرض معين. ويحصل الأطباء على هذا النوع من الأمصال ـ الذي يسمى عادة المصل المضاد ـ من دم شخص أو حيوان شفي من المرض، أو تلقى لقاحًا ضده. وعوضًا عن استخدام المصل كله يستخدم الأطباء عادة جزءًا منه يسمى جلوبيلين جاما، يحتوي على معظم الأجسام المضادة التي يحتويها الدم، بينما يحتوي جلوبيلين جاما المأخوذ من دماء عدد من مانحي الدم أنواعًا مختلفة من الأجسام المضادة. ويعطي الأطباء حقن جلوبيلين جاما للمرضى الذين لا يستطيعون إنتاج أجسام مضادة كافية. ويستخدم الأطباء جلوبيلين جاما أيضًا لمنع أمراض الحصبة وإلتهاب الكبد الفيروسي لدى أولئك المعرضين للمرض، الذين لم يتمكنوا من تلقي اللقاح.
ويدمر الجسم الأجسام المضادة المأخوذة عن طريق المناعة المنفعلة، ولا يعوضها، ولذلك فإن المناعة المنفعلة قصيرة الأمد، حيث تمتد لبضعة أسابيع فقط أو بضعة أشهر، بينما تمتد المناعة الفاعلة لسنوات.
ويكتسب الجنين مناعة منفعلة ضد بعض الأمراض بتلقي الأجسام المضادة من الأم، حيث تحمي هذه الأجسام المضادة الجنين لعدة أشهر بعد الولادة، ولذلك يتلقى الأطفال أجسامًا مضادة إضافية عبر لبن الأم.

### الاستجابة المناعية الذاتية
توجَّه الاستجابة المناعية عادة ضد المواد الغريبة عن الجسم ولا توجَّه ضد أنسجة الجسم نفسها. ولكن جهاز المناعة يعامل أنسجة الجسم أحيانًا معاملة الأجسام الغريبة، ويبدأ في مهاجمتها. وتسمى مثل هذه الاستجابة الاستجابة المناعية الذاتية أو المناعة الذاتية، وتنتج عنها العديد من الاضطرابات التي يمكن أن تؤدي إلى تدمير الأنسجةذائبة حمراءأو ما يسمى بداء الذئب الاحمراري.
وبإمكان كل فرد إنتاج أجسام مضادة ذاتية ـ أي الأجسام المضادة التي يمكن أن تهاجم أنسجة الجسم نفسها ـ ولمفاويات تائية يمكنها أداء نفس الدور. ولكن هذه اللمفاويات والأجسام المضادة الذاتية توضع عادة تحت المراقبة عن طريق السيتوكينات التي تنتجها الخلايا التائية، وعن طريق فشل الجسم في توفير إشارة التنشيط الثانية للخلايا التائية، وفي بعض الأحيان للأجسام المضادة. ونتيجة لذلك لايصاب معظم الأفراد بأمراض المناعة الذاتية. ولايدري العلماء سبب إصابة بعض الأشخاص بمثل هذه الأمراض، في حين لا يصاب آخرون بها، ولكنهم توصلوا إلى بعض الأدلة التي تشير إلى أن بعض الأشخاص قد يرثون النزوع إلى الإصابة بأمراض المناعة الذاتية.

### أمراض المناعة الذاتية العضوية التخصص
تدمر هذه الأمراض أنسجة بعض الأعضاء مثل الغدة الدرقية والجلد والبنكرياس. فمرض المناعة الذاتية المعروف باسم مرض جريفز، على سبيل المثال، يصيب الغدة الدرقية ويجعلها مفرطة النشاط. ففي معظم المصابين بهذا المرض يؤدي تفاعل الأجسام المضادة التي تدور في مجرى الدم مع أنسجة الغدة الدرقية إلى نمو الغدة، وإنتاج كميات إضافية من هورمون الغدة الدرقية. ويسبب الهورمون الزائد ظهور عدد من الأعراض مثل التوتر وازدياد سرعة ضربات القلب أو اضطرابها. ويعالج المرض عادة بأدوية تقلل إفراز هورمون الغدة الدرقية.

### أمراض المناعة الذاتية الشاملة
تصيب هذه الأمراض عددًا من الأعضاء. ومن أخطر هذه الأمراض الذأب الحمامي الشامل الذي يصيب الجلد والكليتين والجهاز العصبي والمفاصل والقلب. وتنطوي الإصابة بالذأب الحمامي الشامل على إنتاج أجسام مضادة ذاتية تتحد مع الأنسجة والمستضدات التي تدور في مجرى الدم، منشطة بذلك المتممة. وتنتج المتممة المنشطة التهابًا يؤدي إلى تدمير الأنسجة. ويعالج الأطباء الذأب الحمامي الشامل بالأسبرين والكورتيزون وأدوية أخرى.

## اضطرابات جهاز المناعة
يتعرض جهاز المناعة لعدد من الاضطرابات التي تعيق عمله. وتسبب بعض هذه الحالات ـ مثل بعض أمراض الحساسية (الأرجيات) متاعب كثيرة. ومن بين الاضطرابات ذات الخطورة الشديدة تلك المسماة أمراض عوز المناعة، مثل الأيدز (متلازمة عوز المناعة المكتسب). فالأيدز مثلاً، لاتوجد حالة شفاء واحدة منه حتى الآن. وهناك أمراض عوز مناعة أخرى يمكن أن تؤدي أيضًا إلى الوفاة.

### أمراض الحساسية
هي استجابات جهاز المناعة الخاطئة والضارة ضد مواد لا تضر معظم الناس. وتسمى المواد التي تثير ردود أفعال الحساسية المستأرجات، ومنها حبوب اللقاح والغبار والريش. ومن أمراض الحساسية الشائعة الربو والإكزيمة (انتفاخات جلدية حمراء تسبب حكاكًا).
يحدث رد فعل الحساسية في عدد من الخطوات. ففي البداية ترتبط المستأرجات بالأجسام المضادة المتصلة بالخلايا البدينة، وهي خلايا كبيرة الحجم في أنسجة معينة بالجهاز التنفسي والجلد والمعدة والأمعاء. تصبح هذه الخلايا نشطة عندما ترتبط المستأرجات بأجسام مضادة متخصصة في المستأرجات على سطوحها. وعند تنشيطها أثناء رد فعل الحساسية تنبه الخلايا البدينة إلى إطلاق الهستامين ومواد كيميائية أخرى. وتطلق خلايا دموية بيضاء تسمى القعدات أيضًا الهستامين. وينتج الهستامين العديد من الأعراض المرتبطة عادة بردود أفعال الحساسية مثل العطاس واحتقان الأنف والحكاك والأزيز التنفسي. ولذلك يصف الأطباء أدوية تسمى مضادات الهستامين لمعادلة تأثيرات الهستامين، وتخفيف أعراض العديد من اضطرابات الحساسية.

### أمراض عوز المناعة
تشمل هذه الأمراض الأيدز ومرض عوز المناعة الموحد الحاد. وهذه الأمراض من أخطر الاضطرابات التي تصيب جهاز المناعة، حيث ينقص المبتلين بها بعض أهم سمات أو وظائف جهاز المناعة. ونتيجة لذلك يفشل جهاز المناعة في الاستجابة بكفاءة ضد الكائنات الضارة الغازية. ولهذا السبب يعاني المصابون بأمراض عوز المناعة من عدوى متكررة، مهددة للحياة في الكثير من الحالات.

### الأيدز
مرض قاتل يسببه فيروس يسمى فيروس العوز المناعي البشري (هيف). ينتج عن الإصابة بفيروس العوز المناعي البشري تدهور مطرد في وظائف جهاز المناعة. ومع استمرار ضعف جهاز المناعة بمضي الزمن يصبح المصابون بفيروس العوز المناعي البشري أكثر عرضة لأمراض لاتحدث عادة أو أمراض غير خطيرة عادة. وتسمى هذه الأمراض الأمراض الانتهازية لأنها تستغل ضعف جهاز المناعة. ويؤدي انهيار جهاز المناعة في النهاية إلى الوفاة.

### مرض عوز المناعة الموحد الحاد
اضطراب يكون الطفل مصابًا به منذ ولادته، وتسببه مورثة (جين) معيبة. ويعاني الأطفال المصابون بهذه الحالة من نقصان عدد الخلايا البائية واللمفاويات التائية الفاعلة. ولذلك يعاني هؤلاء الأطفال من انعدام كل من المناعة ذات الوسيط الخلوي والمناعة الخلطية. ويصاب ضحايا هذا المرض بأمراض معدية حادة منذ وقت مبكر من حياتهم، ويموت معظمهم قبل سن الثانية.
وقد أصاب الأطباء بعض النجاح في زراعة نقي العظم السليم في أجسام المصابين بمرض عوز المناعة الموحد الحاد، لمدهم بالعدد الكافي من الخلايا الدموية المكافحة للأمراض. واكتشف الأطباء أيضًا مورثة معيبة تسبب بعض حالات مرض عوز المناعة الموحد الحاد، ويأملون أن يصبح العلاج بالمورثات وسيلة علاجية فعالة في مكافحة المرض. وينطوي العلاج بالمورثات على استبدال المورثة المعيبة المسببة للمرض بمورثة عادية.

### مشاكل أخرى
تشمل هذه المشاكل أعواز بروتينات المتممة. وترتبط هذه الأعواز عادة بمرض مناعة ذاتية مثل الذأب الحمامي الشامل، أو بحالات متكررة من ذات الرئة أو التهاب السحايا أو الإصابات البكتيرية المعدية الأخرى. ويستخدم الأطباء المضادات الحيوية لمعالجة أنواع العدوى التي تصيب مرضى عوز المتممة.
وقد تكون للمعالجة الكيميائية ـ أي المداواة المستخدمة في علاج السرطانات ـ تأثيرات مهمة على جهاز المناعة. ففي العديد من الحالات، تضعف هذه المداواة المناعة ذات الوسيط الخلوي واستجابات الأجسام المضادة. وقد تقلل المعالجة الكيميائية بشدة عدد خلايا الدم البيضاء تاركة الشخص عرضة للعدوى.
وقد تكون الحروق الشديدة وغيرها من الجروح أيضًا ـ وكذلك سوء التغذية ـ ذات تأثيرات حادة على المناعة. وأوضحت بعض الدراسات أن الإجهاد قد يضعف الاستجابة المناعية، ويجعل الفرد أكثر عرضة للمرض.

## دراسة جهاز المناعة
الاكتشافات المبكرة. في عام 1796 م، أجرى الطبيب البريطاني إدوارد جنر أول عملية تلقيح. في هذه العملية لقح جنر طفلاً بفيروس جدري البقر، في محاولة منه لوقاية الطفل من مرض الحمى الصفراء القاتل. اعتمد جنر في هذه العملية على تشابه فيروسي جدري البقر والحمى الصفراء. وقد نجحت تجربته، وأصبح التلقيح ضد الحمى الصفراء شائع الاستخدام.
وبالرغم من أن العلماء اعترفوا بفاعلية لقاح جنر، فإنهم لم يعرفوا السبب. فقد كانت معلوماتهم عن جهاز المناعة قليلة حتى نهاية القرن التاسع عشر، عندما أوضح العالم الفرنسي لويس باستير أن التلقيح يمكن استخدامه لعلاج أمراض أخرى غير الحمى الصفراء، واستطاع تطوير عدد من اللقاحات، مثل لقاح الكلب ولقاح الجمرة، وهي من الأمراض التي تصيب الماشية.
وفي عام 1883 م، اكتشف عالم الأحياء الروسي إلي متشنيكوف البلاعم. وفي عام 1890 م، اكتشف اثنان من علماء البكتيريا هما الألماني إميل فون بيرنج والياباني شيباسابورو كيتاساتو كيميائيات في المصل تبطل تأثيرات بعض الذيفانات (السموم) التي تفرزها البكتيريا، وأطلقا على هذه الكيميائيات اسم مضادات الذيفانات. ويعرف عن مضادات الذيفانات اليوم أنها شبيهة بالأجسام المضادة والجلوبيلينات المناعية.
وفي أواخر القرن التاسع عشر أيضًا اكتشف عالم البكتيريا الألماني بول إيرليخ أن اللقاحات تعمل عن طريق استثارة الاستجابة المناعية في الجسم.
التطورات التالية. حدثت تطورات مهمة في مجال علم المناعة في أوائل القرن العشرين وأواسطه. ففي أوائل القرن العشرين، على سبيل المثال، درس العالم النمساوي المولد كارل لاندشتاينر كيفية استجابة الأجسام المضادة ضد المستضدات. وخلال ثلاثينيات القرن العشرين، صنف الكيميائي السويدي آرن تيسليوس والبيوكيميائي الأمريكي ألفن كابات بروتينات مصل الدم، وتوصلا إلى أن الأجسام المضادة تنتمي إلى فئة البروتينات المصلية المعروفة باسم جلوبيلينات جاما. وفي أواسط ستينيات القرن العشرين، وصف العالم الأمريكي هنري كلامان ورفاقه في جامعة كولورادو اللمفاويات البائية والخلايا التائية.
وفي عام 1975 م، توصل عالمان هما الأرجنتيني سيزار ميلستين والألماني جورج كولر إلى تقنية لإنتاج الأجسام المضادة وحيدة النسيلة في المعمل. والأجسام المضادة وحيدة النسيلة مجموعات من الأجسام المضادة المتشابهة تعمل ضد مستضدات معينة، ويمكن إنتاجها بكميات كبيرة، ولها أهمية كبيرة في مجال دراسة المناعة. وقد ساعدت الأجسام المضادة وحيدة النسيلة الأطباء أيضًا في تشخيص بعض الأمراض، كما أنها استخدمت لتقليل رفض الجسم للأعضاء المزروعة.
وأدى اكتشاف الأيدز إلى ازدياد الأبحاث المتعلقة بجهاز المناعة. فمنذ اكتشاف فيروس العوز المناعي البشري في عام 1983 م حاول العلماء معرفة كيفية عمل الفيروس ضد جهاز المناعة.
التطورات الحديثة. تشمل التطورات الحديثة في علم المناعة التعرف على المورثات المسؤولة عن وظائف مناعية معينة واكتشاف مستقبلات الخلايا التائية والسيتوكينات. فعلى سبيل المثال، تمكن علماء الوراثة من التعرف على المورثات المسؤولة عن إنتاج الجلوبيلينات المناعية. ولأن كل جسم مضاد يرتبط بمستضد معين ينتج جهاز المناعة ملايين الأجسام المضادة المختلفة. ويعني التعرف على المورثات المسؤولة عن إنتاج الأجسام المضادة أن العلاج بالمورثات يمكن أن يستخدم يومًا ما لمساعدة الأفراد الذين تنقصهم أجسام مضادة معينة.
وقد مكن اكتشاف مستقبلات الخلايا التائية من فهم عملية تنشيط الخلايا التائية، وأصبحت الأبحاث المتعلقة بهذه المستقبلات محل اهتمام العاملين في مجال زراعة الأعضاء، حيث يأمل العلماء في أن تساعد المقدرة على التحكم في التفاعل بين مستقبلات الخلايا التائية والخلايا التائية في قبول الجسم للعضو المزروع لأطول فترة ممكنة.
وقاد اكتشاف السيتوكينات المتنوعة والتعرف على تأثيراتها على الاستجابة المناعية إلى التوصل إلى طرق جديدة لمعالجة عدد من الحالات المختلفة. فعلى سبيل المثال، يعتقد بعض الباحثين أن السيتوكينات يمكن أن تساعد في مكافحة السرطانات. وأشارت بعض الدراسات إلى أن بعض السيتوكينات تتحكم في وظائف أجهزة الجسم الأخرى أيضًا، بالإضافة إلى جهاز المناعة. ولذلك بدأ الباحثون في دراسة العلاقة بين جهاز المناعة وأجهزة الجسم الأخرى.